# Parameletus
Genre
Parameletus est un genre d'insectes appartenant à l'ordre des éphéméroptères.

## Liste d'espèces
Selon ITIS :
- Parameletus chelifer Bengtsson, 1908
- Parameletus columbiae McDunnough, 1938
- Parameletus croesus (McDunnough, 1923)
- Parameletus midas (McDunnough, 1923)

## Espèces rencontrées en Europe
- Parameletus chelifer Bengtsson 1908
- Parameletus minor (Bengtsson 1909)